# 李思敬 (唐朝)
李思敬（？—？），唐朝末年五代十国时党项族的首领。

## 生平
乾宁三年（896年）三月，保大节度使（鄜坊）李思孝上书朝廷请求致仕，推荐弟弟李思敬来接替，唐昭宗命李思孝以太师致仕，李思敬为保大留后。九月，李思敬为保大节度使。凤翔节度使李茂贞兼并保大军，光化二年（899年）调任李思敬为武定节度使。天复二年（902年）九月初五，李思敬率洋州投降王建。